# Campeonato Uruguaio de Futebol de 1954 – Segunda Divisão
O Campeonato Uruguaio de Segunda Divisão de 1954, também conhecido oficialmente como Campeonato Uruguayo de Primera División "B" de 1954 ou simplesmente como Primera "B" de 1954 foi a décima terceira edição do torneio de segundo nível do futebol profissional do Uruguai. O Sud América conquistou seu segundo título da categoria e retornou à primeira divisão do Campeonato Uruguaio após apenas dois anos na segundona, enquanto o Cerrito foi rebaixado pelo sistema de promedios.

## Regulamento
O torneio seguiu o formato tradicional de pontos corridos com oito equipes. A grande novidade é que cada clube enfrentou os demais três vezes (turno, returno e turno extra), totalizando 21 rodadas. O sistema de pontuação atribuía:
- 2 pontos por vitória
- 1 ponto por empate
- 0 pontos por derrota

O acesso foi decidido por:
- Promoção automática: O campeão (1º colocado) ascendeu diretamente à primeira divisão do Campeonato Uruguaio de 1955.[1]

O rebaixamento utilizou o critério de promedios (média de desempenho em duas temporadas):
- Para clubes presentes em 1953 e 1954: média aritmética dos pontos nestes anos
- Para casos especiais:
  - Central (rebaixado da 1ª divisão em 1953): pontuação de 1954 multiplicada por 5/6
  - Canillitas (promovido em 1953): mesma regra do Central

O lanterna no promedio foi rebaixado à terceira divisão.

## Participantes
- Sud América, Progreso, Fénix, Racing, Bella Vista, Cerrito: Permaneceram da temporada anterior.
- Central: Rebaixado da primeira divisão do Campeonato Uruguaio em 1953.
- Canillitas: Promovido da terceira divisão do Campeonato Uruguaio.

## Classificação Final
| #  | Equipe      | PTS | J  | V  | E | D  | GP | GC | SG  |
| -- | ----------- | --- | -- | -- | - | -- | -- | -- | --- |
| 1º | Sud América | 30  | 21 | 13 | 4 | 4  | 51 | 28 | 23  |
| 2º | Central     | 29  | 21 | 12 | 5 | 4  | 42 | 27 | 15  |
| 3º | Racing      | 26  | 21 | 9  | 8 | 4  | 45 | 37 | 8   |
| 4º | Bella Vista | 25  | 21 | 10 | 5 | 6  | 47 | 34 | 13  |
| 5º | Canillitas  | 20  | 21 | 7  | 6 | 8  | 42 | 38 | 4   |
| 6º | Fénix       | 16  | 21 | 6  | 4 | 11 | 29 | 37 | –8  |
| 7º | Progreso    | 14  | 21 | 5  | 4 | 12 | 30 | 40 | –10 |
| 8º | Cerrito     | 8   | 21 | 3  | 2 | 16 | 19 | 64 | –45 |

| Fonte: Segunda División Profesional (em castelhano) |

### Médias de rebaixamento (1953–1954)
- Central: 24.2
- Sud América: 24.0
- Racing: 19.0
- Bella Vista: 18.0
- Canillitas: 16.7
- Progreso: 16.0
- Fénix: 14.5
- Cerrito: 10.0

## Promoção e Rebaixamento
- Promovido à primeira divisão do Campeonato Uruguaio (1955): Sud América.[5][6]
- Rebaixado por promedio: Cerrito.[7]

## Estatísticas

### Artilharia
- José Figueroa (Central): 19 gols.[8]

## Movimentação para 1955
- Promovido da primeira divisão do Campeonato Uruguaio: Miramar (último colocado)
- Promovido da terceira divisão do Campeonato Uruguaio: Colón